# Hrvoje Grgić
Hrvoje Grgić, hrvatski je gitarist, otac gitarista Zlatka Josipa Grgića. Iz klase je poznatog austrijskog glazbenika Lea Witoszynskog.